# آرژانتین در المپیک تابستانی ۱۹۴۸

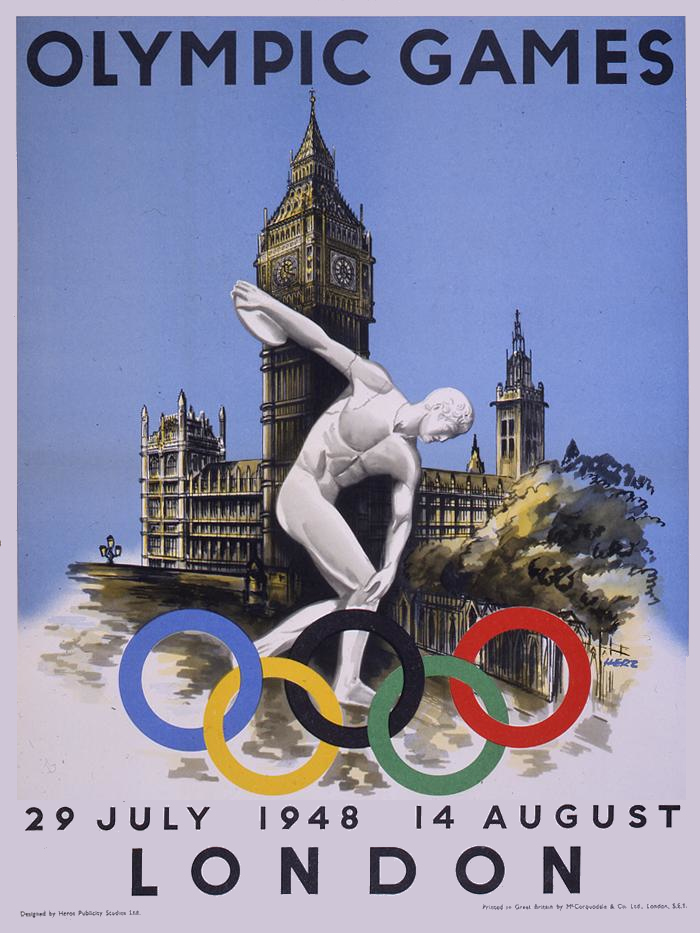
پوستر رسمی مسابقات المپیک لندن ۱۹۴۸

آرژانتین در بازی‌های المپیک تابستانی ۱۹۴۸ که در شهر لندن برگزار شد، کاروان آرژانتین با ۱۹۹ ورزشکار در این رقابت‌ها شرکت کرد و موفق به کسب ۷ مدال (۳ طلا، ۳ نقره، ۱ برنز) شد. در جدول رتبه‌بندی توزیع مدال‌ها، آرژانتین در ردهٔ ۱۳ مسابقات قرار گرفت.